# Sunun
Sunun (arab. صنون) – wieś w Syrii, w muhafazie Hims. W 2004 roku liczyła 744 mieszkańców.